# Эра прогрессивизма

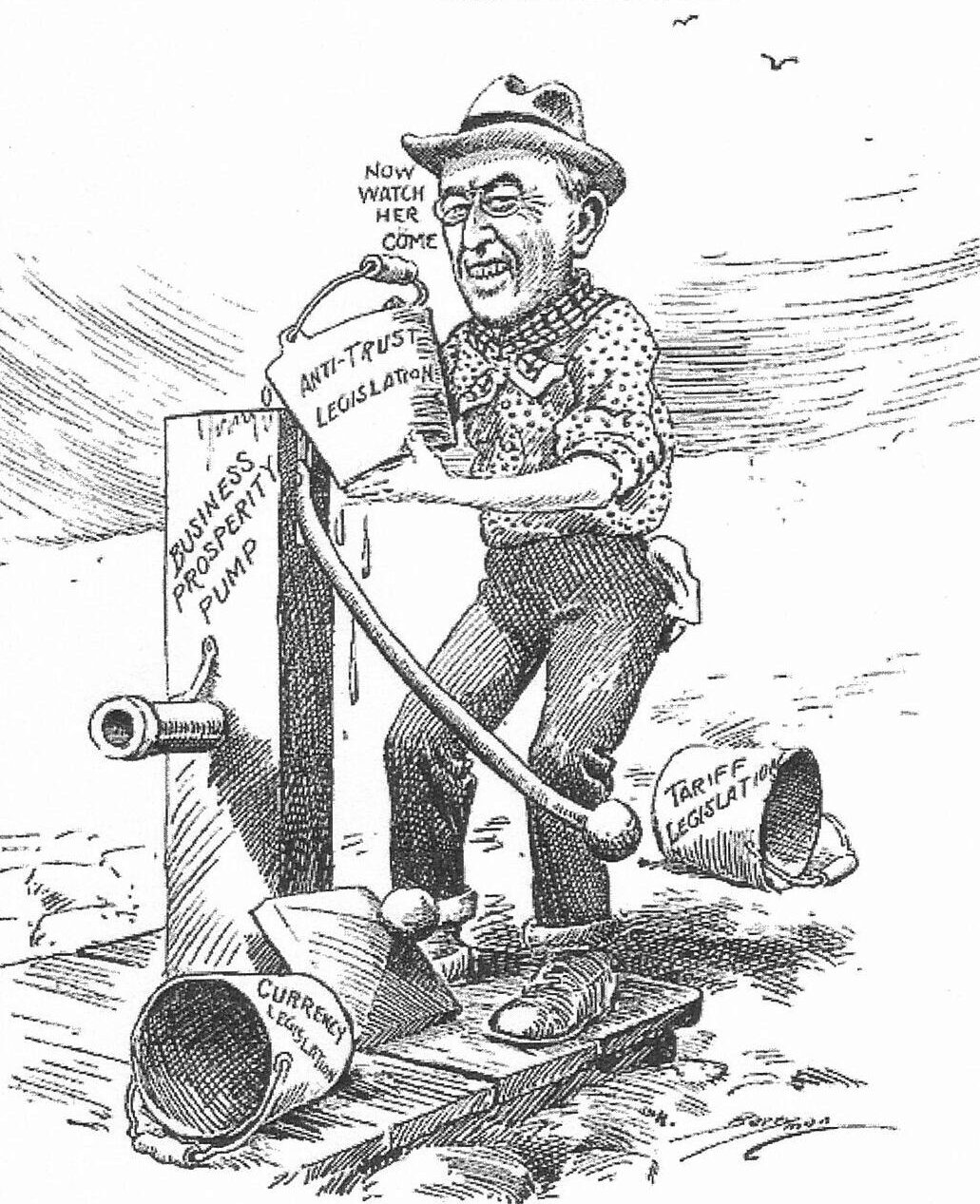
Президент Вильсон использует таможенные тарифы, регулирование курса доллара и конкурентное право, чтобы запустить помпу и спасти национальную экономику. Политическая карикатура 1914 г.

Эра прогрессивизма — период в истории США (1890-е — 1920-е годы), для которого характерна высокая политическая активность среднего класса и социальных низов, приведшая к масштабным социальным и политическим реформам.
Одной из целей движения прогрессистов была борьба с коррупцией политической верхушки США. Часть прогрессистов выступала также за закрытие питейных заведений и принятие сухого закона. К прогрессистам примыкали сторонники предоставления избирательных прав женщинам, а также улучшения здравоохранения и модернизации в ряде других сфер общественной жизни. Прогрессисты трансформировали и придали научный облик общественным дисциплинам, в частности истории, экономике и политическим наукам.
Идеи прогрессистов разделяли многие политические лидеры США, включая республиканцев Теодора Рузвельта, Роберта Лафолета, Чарльза Хьюза, Герберта Гувера и демократов Уильяма Брайана, Вудро Вильсона и др.
Поначалу движение прогрессистов действовало лишь на местном и региональном уровнях и лишь через некоторое время захватило всю нацию. Многие идеи прогрессисты заимствовали из Западной Европы, в частности создание в 1913 году Федеральной резервной системы.

## Политические реформы
Среди нововведений эры прогрессивизма дальнейшее укрепление федеральной власти и её финансовых возможностей за счет введения Шестнадцатой поправкой к Конституции США федерального подоходного налога и Семнадцатой поправкой — прямых выборов сенаторов. Ещё две поправки к Конституции вводили сухой закон (в 1919 г., отменен в 1933 г.) и женское избирательное право (Девятнадцатая поправка к Конституции США, 1920 г.).

### Борьба с коррупцией
В эту эпоху, благодаря разоблачительной журналистике, американская пресса приобретает черты «четвертой власти». Выявляя перерасход бюджетных средств, случаи коррупции и широко освещая скандалы в правящих верхах, пресса взяла на себя функции публичного контроля над остальными тремя ветвями власти. Среди наиболее известных и политически влиятельных журналистов в частности были Линкольн Стеффенс и Самюэль Гопкинс Адамс.

### Модернизация
Благодаря усилиям прогрессистов на местном и национальном уровне был проведен ряд законов, оздоровивших сформировавшееся к тому времени индустриальное общество Америки, улучшивших условия жизни и окружающую среду, экономическое положение широких слоев населения и эффективность действий органов управления как в центре, так и на местах.

#### Реформа местного и государственного управления
В 1902 г. в штате Орегон был введен новый порядок принятия местных законов, допускавший внесение гражданами законодательных инициатив через голову своих депутатов и проведение референдумов с прямым голосованием всех граждан. В 1908 г. граждане получили также право отзыва своих депутатов, не оправдывающих доверия избирателей. Уже в 1911 г. такая же система законодательных инициатив, референдумов и отзывов была введена в Калифорнии, затем в штатах Айдахо, Вашингтон и Висконсин. На сегодняшний день такая система существует примерно в половине штатов США. В 1913 г. американцы получили право напрямую, а не через депутатов местных законодательных собраний, голосовать за кандидатов в сенаторы.

#### Ювенальная юстиция и моральная цензура

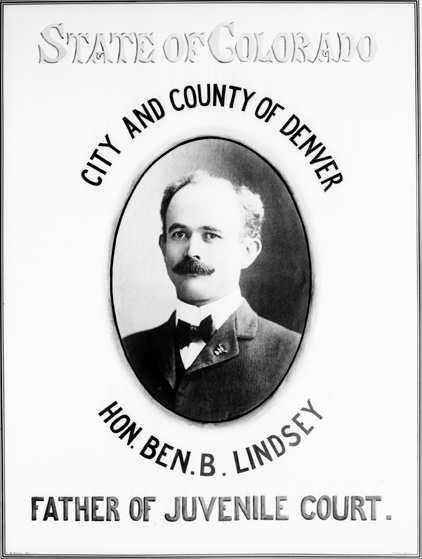
Б. Линдси, глава ювенильного суда города Денвер (Колорадо), 1900 г.

Полагая, что семья — основа американского общества, прогрессисты провели законы о введении специальных судов для несовершеннолетних. В целях улучшения юридического образования в 1900 г. была организована Ассоциация американских юридических школ, установившая образовательные стандарты в области правоведения.
Были приняты меры для надзора за помещениями кинотеатров и нравственным содержанием кинофильмов, которые там показывали несовершеннолетним. Прогрессисты также провели кампании по организации парков отдыха в больших городах.
Часть прогрессистов поддерживала развитие евгеники, полагая, что эта наука может разработать способы уменьшения количества беднейшего населения страны, в частности, путём контроля над рождаемостью, но до законодательных инициатив в этой области не дошло. Особенно категорично выступали против контроля над рождаемостью католики.

#### Образование
В результате реформы и модернизации системы образования, количество школ в США значительно увеличилось, особенно в крупных городах. После 1910 г. даже в небольших городах стали появляться учреждения высшего и среднего специального образования, а к 1940 г. дипломы об их окончании имел каждый второй молодой американец.

#### Медицина
Специальные исследования, проведенные прогрессистами в начале XX в., показали неэффективность мелких медицинских школ, и финансовая поддержка со стороны национальных и частных фондов была направлена на укрепление медицинских факультетов университетов.

#### Контроль качества продуктов питания и лекарств
Особое внимание прогрессисты уделяли качеству молока и питьевой воды. В 1906 г. был принят специальный закон о качестве продуктов питания и лекарств (Pure Food and Drug Act), согласно которому на рынок, в частности, более не допускались лекарства, не проверенные научными методами.

### Сухой закон
К 1919 г. наиболее религиозные прогрессисты провели Восемнадцатую поправку к Конституции США, согласно которой в стране запрещались производство, продажа и транспортировка алкогольных напитков. Распитие спиртных напитков само по себе не запрещалось, и продажа алкоголя, как и наркотиков, оказалась прибыльным делом для гангстеров. Тем не менее, историки отмечают, что во времена сухого закона существенно сократилось количество алкоголиков, случаев впадения в бедность по причине хронического алкоголизма, а также преступлений, совершаемых на почве алкоголизма, в том числе семейного насилия.
Вначале сухой закон один за другим вводили отдельные штаты, начиная с Джорджии (1907 г.). К 1917 г. такие законы действовали в большинстве штатов, и был внесен законопроект о введении изменений в конституцию США. В 1914 г. в связи с началом мировой войны и началом военного призыва была запрещена продажа спиртных напитков близ военных баз, а в 1917—1918 гг. производство и продажа напитков с содержанием алкоголя выше 2,75 % были запрещены до окончания войны и демобилизации. Тем временем Восемнадцатая поправка к Конституции США была принята и к 1919 г. утверждена большинством штатов. Содержание алкоголя выше 0,5 % в каких бы то ни было напитках более не допускалось. Спиртное попадало в США только нелегально из Канады, Мексики и островов Вест-Индии. Сухой закон был отменен только в 1933 г. по инициативе католиков, апеллировавших к защите личной свободы граждан, и бизнесменов, указывавших на падение налоговых сборов.

## Экономика
После тяжелого экономического кризиса 1893—1897 гг. эра прогрессивизма была эпохой в экономическом отношении для США сравнительно благополучной. Кризис 1907 г. был коротким, и пострадали от него преимущественно финансисты. Тем не менее, в 1907—1914 гг. заработная плата в большинстве отраслей постепенно уменьшалась, а безработица росла.
Если во времена «позолоченного века» правительство в целом могло придерживаться политики Laissez-faire (невмешательства в экономику), за исключением регулирования таможенных и железнодорожных тарифов, то к концу XIX в., особенно после кризиса 1893 г., мелкий бизнес, фермеры и рабочие стали требовать от федеральной власти защиты от монополий.
К началу XX в. в США появился средний класс, политическое влияние которого постепенно росло. Он противостоял как бизнес-элите, так и радикальным движениям фермеров и рабочих Запада. Отвечая его интересам, Конгресс ещё в 1890 г. принял Акт Шермана, регулирующий монополизацию промышленности. Новый закон, как и принятый ранее закон о регуляции железнодорожных тарифов, на местах выполнялся редко до тех пор, пока в 1900-х — 1920-х годах к власти не пришли президенты Теодор Рузвельт, Вудро Вильсон и другие прогрессисты. В эту эпоху были созданы многие современные правительственные органы США, регулирующие экономическую активность.

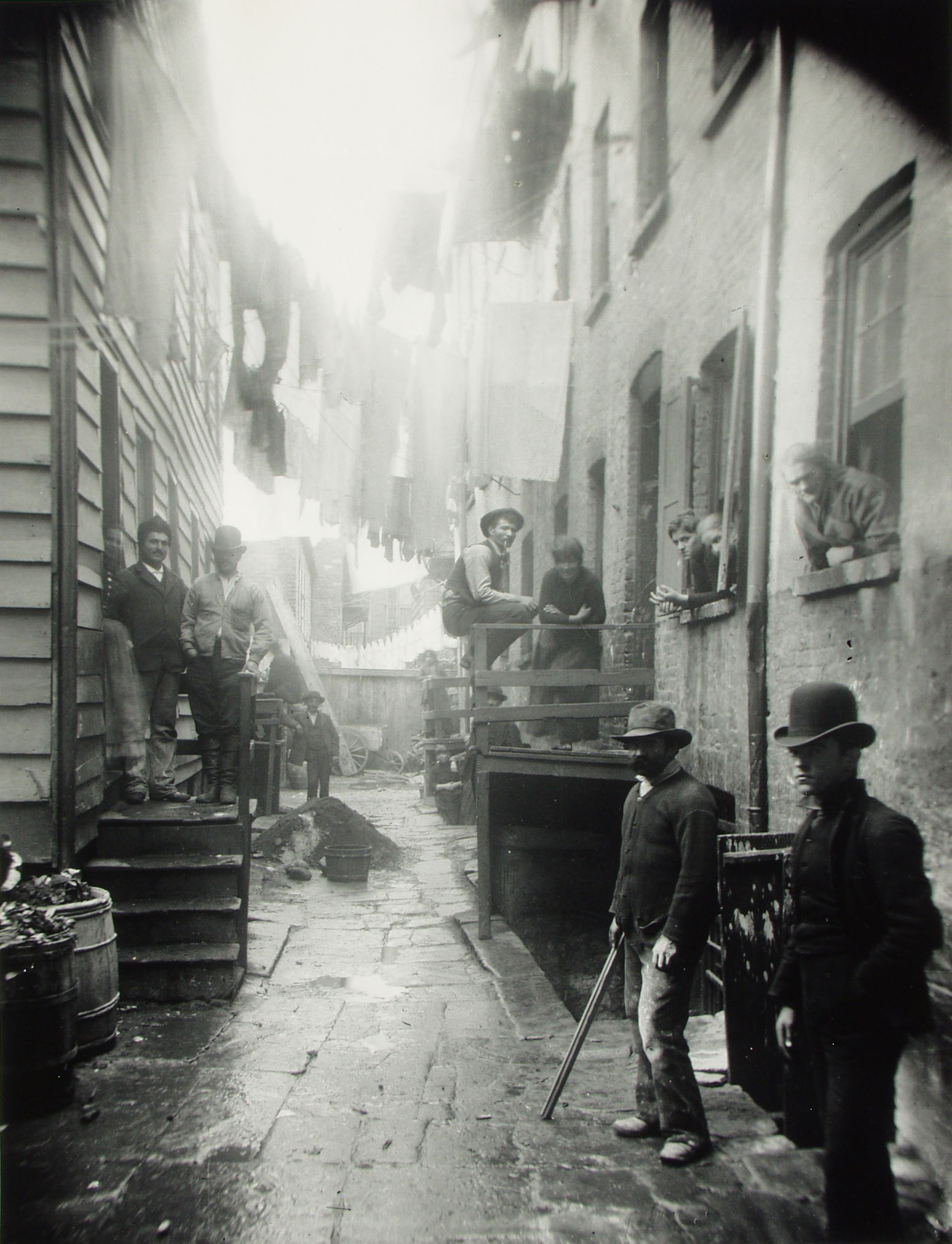
Бандитский ночлег. Фотография Якоба Рииса, 1915 г.

Значительное влияние на состояние экономики, условия работы на предприятиях и качество продукции оказала разоблачительная журналистика и писатели, такие как Эптон Синклер. В ответ на его книгу «Джунгли», описывавшую производство мясных продуктов в Чикаго, правительство создало Управление по контролю качества продуктов и лекарств (FDA). В 1911 г. атаки журналистов на Standard Oil привели к запрещению нефтяной монополии в США решением Верховного суда.
После прихода к власти президента Вудро Вильсона
растущие расходы правительства потребовали введения федерального подоходного налога, создания Федеральной резервной системы и сокращения бюджетных расходов за счет оптимизации работы правительственных органов. Одновременно Вильсон понизил таможенные тарифы и подавил лоббистов интересов крупных корпораций, выступавших за защиту внутреннего рынка для своих товаров. В 1914 г. он также утвердил закон Клейтона, новый закон, ограничивавший монополизацию американской промышленности.
Отвечая духу эры прогрессивизма, с 1913 г. Генри Форд и ряд других крупных промышленников начали вводить на своих предприятиях поточные линии и конвейерное производство, что существенно понизило себестоимость продукции. Форд также предложил своим рабочим высокие зарплаты, заявляя, что поточное производство может выжить, только если каждый рабочий будет в состоянии покупать собственную продукцию, в том числе автомобили.
Профсоюзы, в особенности Американская федерация труда, в начале XX в. стали влиятельной политической силой и также примкнули к движению прогрессистов. Они заключили альянс с демократической партией и добивались признания законодателем прав профсоюзов представлять интересы трудовых коллективов в спорах с работодателями. К 1932 г. такой закон был принят (акт Норриса — Ля Гардиа).
Значительную часть низкооплачиваемых неквалифицированных рабочих американской промышленности составляли иммигранты из стран восточной и южной Европы. Они нанимались преимущественно на предприятия сталелитейной, пищевой и строительной индустрии. Количество иммигрантов росло в течение всей эры прогрессивизма за исключением периода Первой мировой войны (1914—1919 гг.), когда международные пассажирские перевозки на время сократились. Профсоюзы пытались ввести меры, законодательно ограничивающие иммиграцию, в особенности из Китая и других стран Азии. Их основным мотивом была конкуренция со стороны низкооплачиваемых рабочих, сбивавших уровень заработной платы, за повышение которого боролись профсоюзы. Кроме того, имели место и расовые мотивы. Борцы за трезвость также выступали против иммиграции, которая подпитывала спрос на спиртные напитки. Большинство иммигрантов с юга и востока Европы были католиками и иудеями, что вызывало недоверие к ним со стороны американских протестантов. В то же время рабочие были нужны крупным корпорациям, которые старались проваливать законопроекты об ограничении иммиграции. Тем не менее, к 1920 м годам такие законы были приняты; их отменили только после Второй мировой войны. Во время Первой мировой войны прогрессисты принимали меры по американизации уже прибывших иммигрантов, стараясь уменьшить их лояльность своей прежней родине. Программы американизации обычно действовали через школьное образование и учреждения по ликвидации безграмотности взрослых.